# 清水東 (福井市)
清水東（しみずひがし）は、福井県福井市の地域。光ブロック(南西部)に属する。

## 人口
清水東には2024年1月1日現在1702人が住んでおり、世帯数は554世帯。そのうち男性が826人、女性は876人。